# Pasquale Muto
Pasquale Muto (* 24. Mai 1980 in Neapel) ist ein ehemaliger italienischer Radrennfahrer.
Pasquale Muto begann seine Karriere im Herbst 2003 als Stagiaire bei Ceramiche Panaria-Fiordo, wo er auch gleich das Eintagesrennen Ruota d’Oro für sich entschied. Ab 2004 fuhr er für die italienische Mannschaft Miche. 2005 wurde er unter anderem Vierter beim Großen Preis des Kantons Aargau, und 2006 wurde er Zweiter bei der Trofeo Matteotti. In der Saison 2007 wurde Muto Dritter beim Memorial Marco Pantani, und er gewann eine Etappe bei der Bulgarien-Rundfahrt.
Wie das Italienische Olympische Komitee am 24. Mai 2011 bekanntgab, wurde Muto bei der Apenninen-Rundfahrt 2011 positiv auf die illegale Einnahme des Blutdopingmittels EPO getestet. Er beendete damit seine Radsportkarriere.

## Erfolge
2003
- Ruota d’Oro

2007
- eine Etappe Bulgarien-Rundfahrt

2009
- eine Etappe Slowakei-Rundfahrt

## Teams
- 2003 Ceramiche Panaria-Fiordo (Stagiaire)
- 2004 Miche
- 2005 Miche
- 2006 Miche
- 2007 Miche
- 2008 Miche-Silvercross
- 2009 Miche-Silver Cross-Selle Italia
- 2010 Miche
- 2011 Miche-Guerciotti (bis 4. Mai)